# イオン札幌厚別ショッピングセンター
イオン札幌厚別ショッピングセンター（イオンさっぽろあつべつショッピングセンター）は、北海道札幌市厚別区厚別西に所在するイオン北海道運営の大型商業施設である。
本記事では、前身の西友厚別店についても説明する。

## 概要

### 西友厚別店

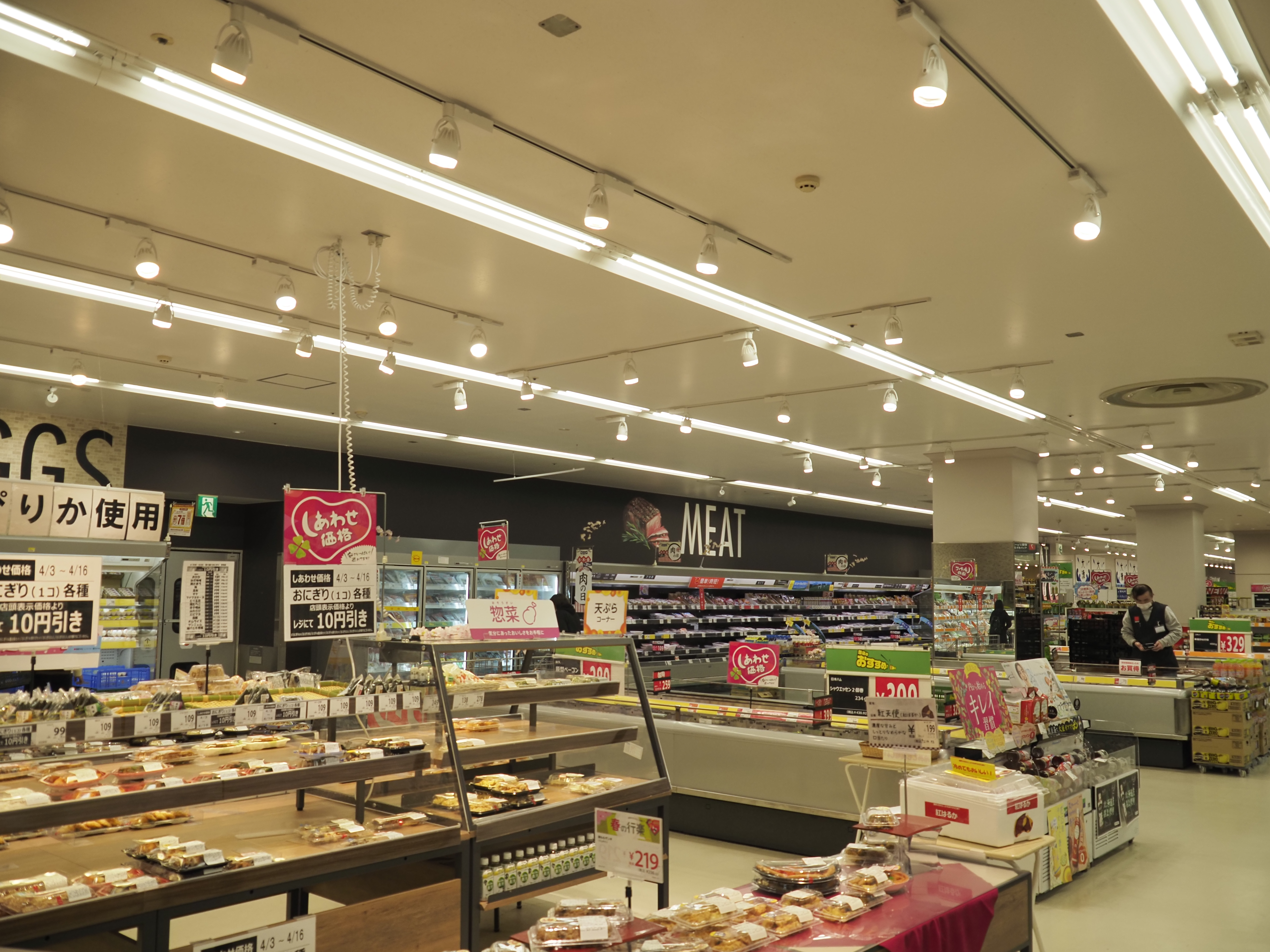
西友厚別店時代の食料品売り場

2000年12月15日、手稲店、西町店に続き北海道で3番目の複合大型店として開店。北海道で初の生活雑貨専門店「DAIK」、当時北海道最大級の無印良品、北海道初の無印良品運営のカフェ「cafe MUJI」などの50の専門店とともに開店した。
2001年（平成13年）3月1日、西友の北海道地区の営業部門の譲渡により、北海道西友の運営となる。
2008年（平成20年）7月1日に、北海道西友の西友への吸収合併により、西友の運営となる。
2009年（平成21年）3月31日に岩見沢店（北海道岩見沢市）が閉店した為、後述の閉店まで日本最東端の西友店舗となった。
2018年（平成30年）10月22日に無印良品が閉店した。
2023年に改装を行い、西友は食品に特化し、同年4月28日にディスカウントストアのドン・キホーテ厚別店が開店した。
2024年（令和6年）4月2日、9月をもって西友が道内から撤退し、道内全9店舗をイオン北海道が買収することを発表。9月30日18時をもって閉店した。

### イオン札幌厚別ショッピングセンター
10月1日付でイオン北海道へ継承した。直営売場はシステムの入れ替え等のため休業し、サザエ、麻布十番モンタボーなどの一部を除き、テナントは営業した。
2024年（令和6年）11月30日にショッピングセンター名称をイオン札幌厚別ショッピングセンター、直営店舗名をイオン札幌厚別店として開業した。西友厚別店が2023年に食品に特化した事から、イオン札幌厚別店もこれを引き継いでスーパーマーケット業態としての出店となる。
ドン・キホーテ厚別店は引き続き営業しており、イオン店舗内にドン・キホーテが入居する全国でも珍しい形態となっている。

## 年表

### 西友厚別店
- 2000年（平成12年）12月15日 - 開店[3]。
- 2001年（平成13年）3月1日 - 北海道西友の運営となる[4]。
- 2008年（平成20年）7月1日 - 西友の運営となる[5]。
- 2023年（令和5年）4月28日 - ドン・キホーテ厚別店開店[8][9]。
- 2024年（令和6年）9月30日 - 閉店[12]。

### イオン札幌厚別ショッピングセンター
- 2024年（令和6年）
  - 10月1日 -  イオン北海道が継承。
  - 11月30日 - 直営売場開店。

## フロアとテナント
出典:

### フロア概要
核店舗のイオン札幌厚別店と約30の専門店で構成される。
| 階   | フロア概要         |
| ---- | ------------------ |
| 屋上 | 屋上駐車場         |
| 2階  | 専門店街・駐車場   |
| 1階  | 直営売場・専門店街 |

### 主なテナント

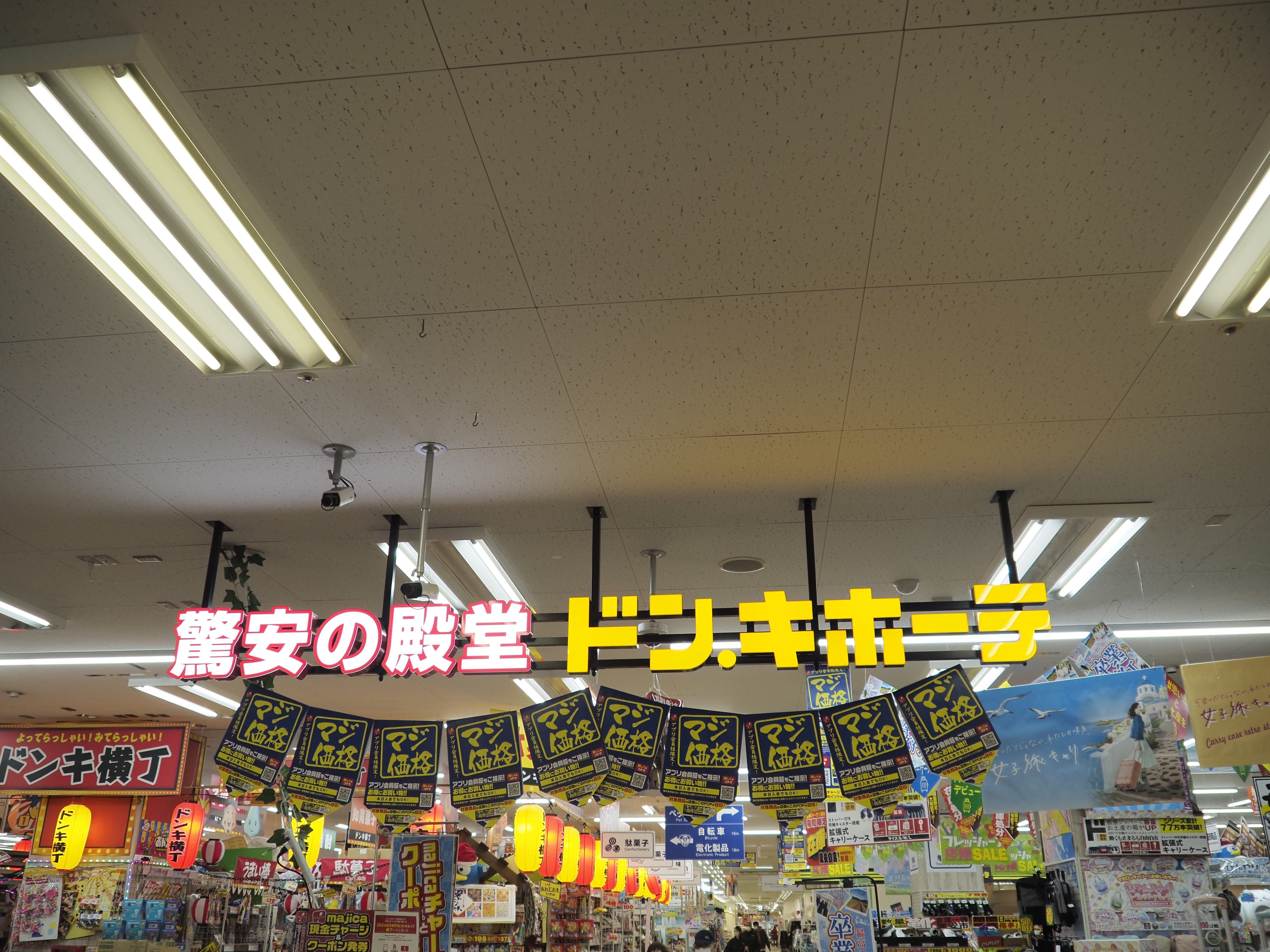
ドン・キホーテ

#### 1階
- ケンタッキーフライドチキン（ファストフード）
- サザエ食品（惣菜）
- セリア（100円ショップ）
- ドン・キホーテ（雑貨）
- ハニーズ（婦人衣料）
- はるやま（紳士衣料）
- マクドナルド（ファストフード）
- 六花亭（和菓子）

#### 2階
- ドン・キホーテ（雑貨）

※テナント情報は2024年9月時点
出店テナント全店の一覧詳細情報は公式サイト「専門店・フロアマップ」を、営業時間およびATMを設置している金融機関の詳細は公式サイトを参照。

## アクセス
厚別通、厚別中央通沿い。
バス
- 北海道中央バス「厚別西4条6丁目」バス停下車

鉄道
- 北海道旅客鉄道（JR北海道）森林公園駅から徒歩で約17分、厚別駅から徒歩で約18分[20]